# فرانك فيرير
فرانك فيرير (بالإنجليزية: Frank Ferrer)‏ (و. 1966  م) هو طبال، وموسيقي أمريكي، ولد في بروكلين، يستخدم آلات طقم طبول.

## روابط خارجية
- فرانك فيرير على موقع ميوزك برينز (الإنجليزية)
- فرانك فيرير على موقع ميوزك برينز (الإنجليزية)
- فرانك فيرير على موقع أول ميوزيك (الإنجليزية)
- فرانك فيرير على موقع ديسكوغز (الإنجليزية)